# Comuna Hîjînți, Lîseanka
Hîjînți (în ucraineană Хижинці) este o comună în raionul Lîseanka, regiunea Cerkasî, Ucraina, formată din satele Cesnivka și Hîjînți (reședința).

## Demografie
Componența lingvistică a comunei Hîjînți
     Ucraineană (95,86%)
     Rusă (4,02%)
     Alte limbi (0,11%)
Conform recensământului din 2001, majoritatea populației comunei Hîjînți era vorbitoare de ucraineană (95,86%), existând în minoritate și vorbitori de rusă (4,02%).